# ميسيل ديلجاديلو
ميسيل ديلجاديلو (بالإنجليزية: Angel Delgadillo)‏ هو حلاق وتاجر أمريكي، ولد في 19 أبريل 1927 في سيليغمان في الولايات المتحدة.